# 新型國際關係

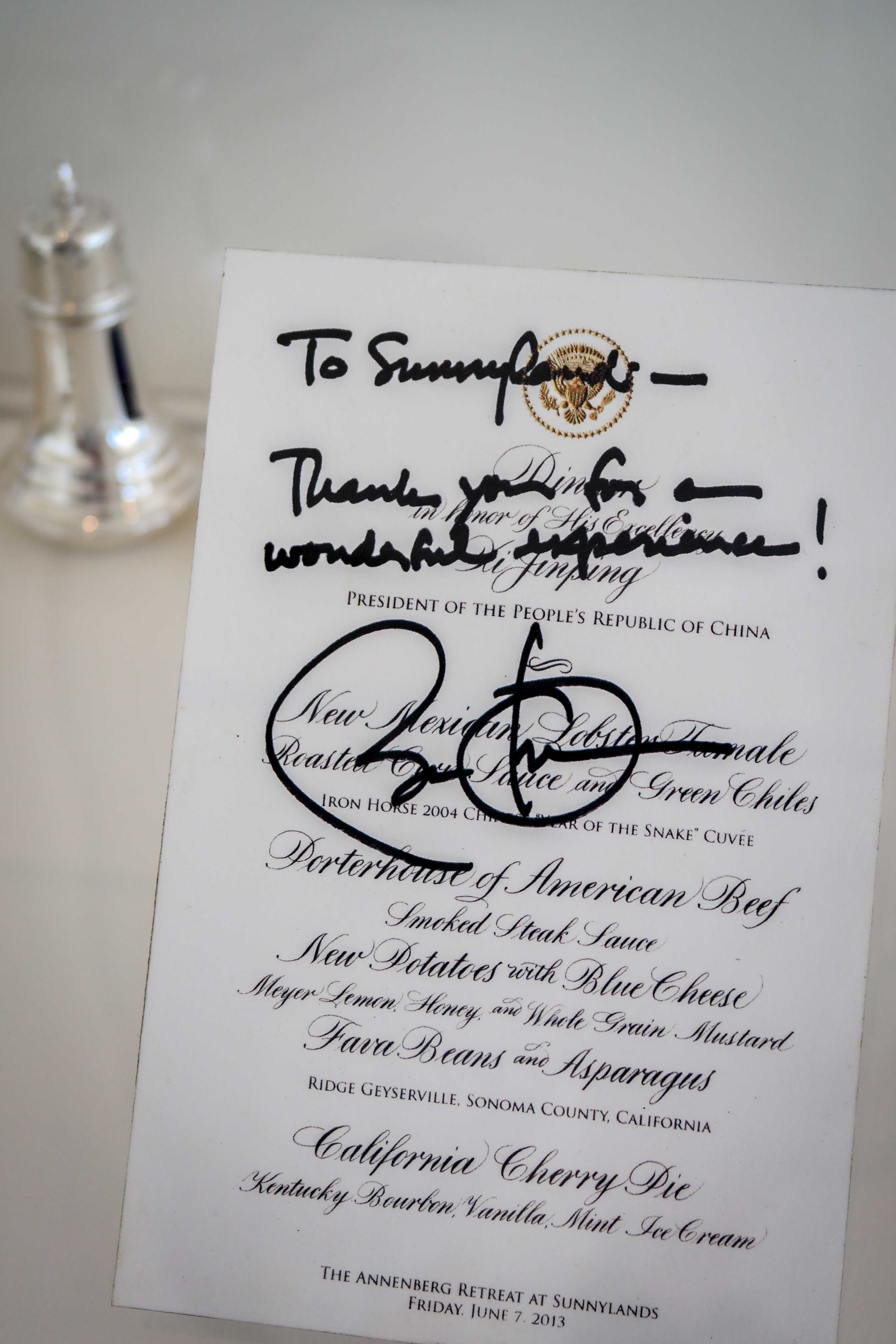
2013年6月7日至8日，習近平和歐巴馬於美国加利福尼亚州安纳伯格庄园會談的一份菜單上歐巴馬的留言

新型国际关系，是中国外交术语，于2013年起由以习近平总书记为核心的中共中央提议建立，目标是以“合作共赢”为核心的新的国际关系，以维护世界和平、促进共同发展，這是其在2010年提出的中美“新型大国关系”的泛化。中华人民共和国政府称，新型大国关系是“不冲突、不对抗，相互尊重，合作共赢”的大国关系，特別是該概念建立在冷戰之後的世界外交格局轉變上，也是崛起大国和守成大国之间处理冲突和矛盾的新方式，避免人類歷史上舊有強權受到新強權挑戰時最終以意識形態對抗或以戰爭解決的模式。
按照中华人民共和国的说法，“中美新型大国关系”是“不冲突、不对抗，相互尊重，合作共赢”，按照这一标准所谓的“新型大国关系”短期内难以建立。在中美戰略競爭愈演愈烈的当下，如何避免「新冷战」才是双方最迫切需要的。

## 背景

### 新型大国关系的提出
1990年代，面对世界多极化、经济全球化趋势，中国共产党第三代领导核心，时任中共中央总书记江泽民提出，建立以“互信、互利、平等、协作”为核心的新安全观，致力于与其他国家发展以“不结盟、不对抗、不针对第三方”为特征的伙伴关系。在该原则指导下，中華人民共和国与俄罗斯建立战略协作伙伴关系，并且先后与法国、美国、加拿大、墨西哥、德国、埃及、韩国等国及欧盟、东盟等地区组织建立了不同类型的伙伴关系。
2005年，中共中央党校《学习时报》刊登的一篇谈中国大陸和平崛起的文章中提到了“新型大国关系”，作者对“新型大国关系”内涵的表述为“不结盟、不对抗、不针对第三国”。
2010年5月，第二轮中美战略与经济对话举行期间，中华人民共和国国务委员戴秉国提出，中美应当“开创全球化时代不同社会制度、文化传统和发展阶段的国家相互尊重、和谐相处、合作共赢的新型大国关系。”这是中方首次提出建立“新型大国关系”。
2012年2月，中共中央政治局常委、中国国家副主席习近平访问美国。在访问中，习近平提出，推动中美合作伙伴关系不断取得新进展，努力把两国合作伙伴关系塑造成21世纪的新型大国关系。
2012年5月3日，第四轮中美战略与经济对话在北京钓鱼台国宾馆芳菲苑举行。中共中央总书记、中国国家主席胡锦涛发表题为《推进互利共赢合作　发展新型大国关系》的致辞。其中称，“人们认为，中美合作将给两国和世界带来巨大机遇，中美对抗将给两国和世界带来巨大损害。无论国际风云如何变幻，无论中美两国国内情况如何发展，双方都应该坚定推进合作伙伴关系建设，努力发展让两国人民放心、让各国人民安心的新型大国关系。”并提出，发展中美新型大国关系，需要创新思维、相互信任、平等互谅、积极行动、厚植友谊。致辞最后，他提出“中美关系正面临进一步发展的机遇，同时也面临新的挑战。让我们抓住机遇，排除干扰，共同努力，走出一条相互尊重、合作共赢的新型大国关系之路。”
2012年11月，中共中央总书记胡锦涛在中共十八大上作的报告指出：“我们将改善和发展同发达国家关系，拓宽合作领域，妥善处理分歧，推动建立长期稳定健康发展的新型大国关系。”新型大国关系自此成为中国外交战略的重要内容。这一概念已从过去的“中美新型大国关系”拓展为“新型大国关系”，不限于中美两国关系，而是也适用于中国同其他发达国家的关系。
2012年11月，中共十八届一中全会召开，习近平出任中共中央总书记并成为中华人民共和国最高领导人。2013年，中美两国分别完成领导层换届，美国先后派出多位高级别官员访华。在会见美国国务卿克里时，新任中共中央总书记习近平表示，“希望双方不断充实合作伙伴关系的战略内涵，走出一条平等互信、包容互鉴、合作共赢的新型大国关系之路。”在会见美国总统国家安全事务助理多尼隆时，习近平表示，“双方应该从两国人民和世界人民根本利益出发，共同致力于建设中美合作伙伴关系，走出一条前无古人、后启来者的新型大国关系之路。”

### 回应和分歧
中方提议中美建立新型大国关系之后，美方的态度并不积极，美方官员也并不主动使用该提法，而且含义与中方表达的似乎也有所不同。奥巴马政府时期，美国对中国的这个“新型大国关系”的说法深感疑虑，并始终希望同这个说法保持距离。美国官员认为双方有关核心利益的认同存在着差异，并指出美国无法确切地知道中国“核心利益”的范畴，是否仅仅包含对台湾、西藏和新疆的主权要求，还是包括在东海同日本的主权争执，以及在南海同东南亚国家间的主权纠纷。美方认为，中国提出“新型大国关系”的潜台词是要美国承认中国的大国地位，甚至在某种程度上与美国“平起平坐”。美方若接受中方提法，或许会导致与其他国家的关系“降级”。
2013年11月20日，美国白宫国家安全顾问苏珊·赖斯在乔治城大学发表讲话，阐述美国对亚太政策的要点。对美中关系，赖斯表示美国将寻求具体实施新型大国关系（原话是：to operationalize a new model of major power relations），在中美两国利益存在交集的事务上形成更深度合作，且不限于亚洲，同时管控中美两国之间不可避免的竞争关系。赖斯的此次讲话被视为美国官方第一次“承认”新型大国关系。但此后，美方继续保持对该提法的冷淡，不主动使用。2014年，中华人民共和国国务委员杨洁篪访问美国，在同美国国务卿克里交流时，克里对杨洁篪提到的新型大国关系回应称，“美中之间有广泛的共同利益，双方要积极寻求加强务实合作、妥善管控分歧之道，推动美中新型大国关系建设。”
2013年，在中共中央总书记、中国国家主席习近平与美国总统奥巴马在美国的会晤上，奥巴马提出了中美“新型合作模式”的说法。2014年7月，克里在参加中美战略对话时表示：“我多次听到习近平主席提到新型大国关系。我认为，新型大国关系不能只靠语言来界定，而是应该由行动来界定。”奥巴马政府的态度保持谨慎，有中美互信层次尚不高的因素，美方希望少说多做。

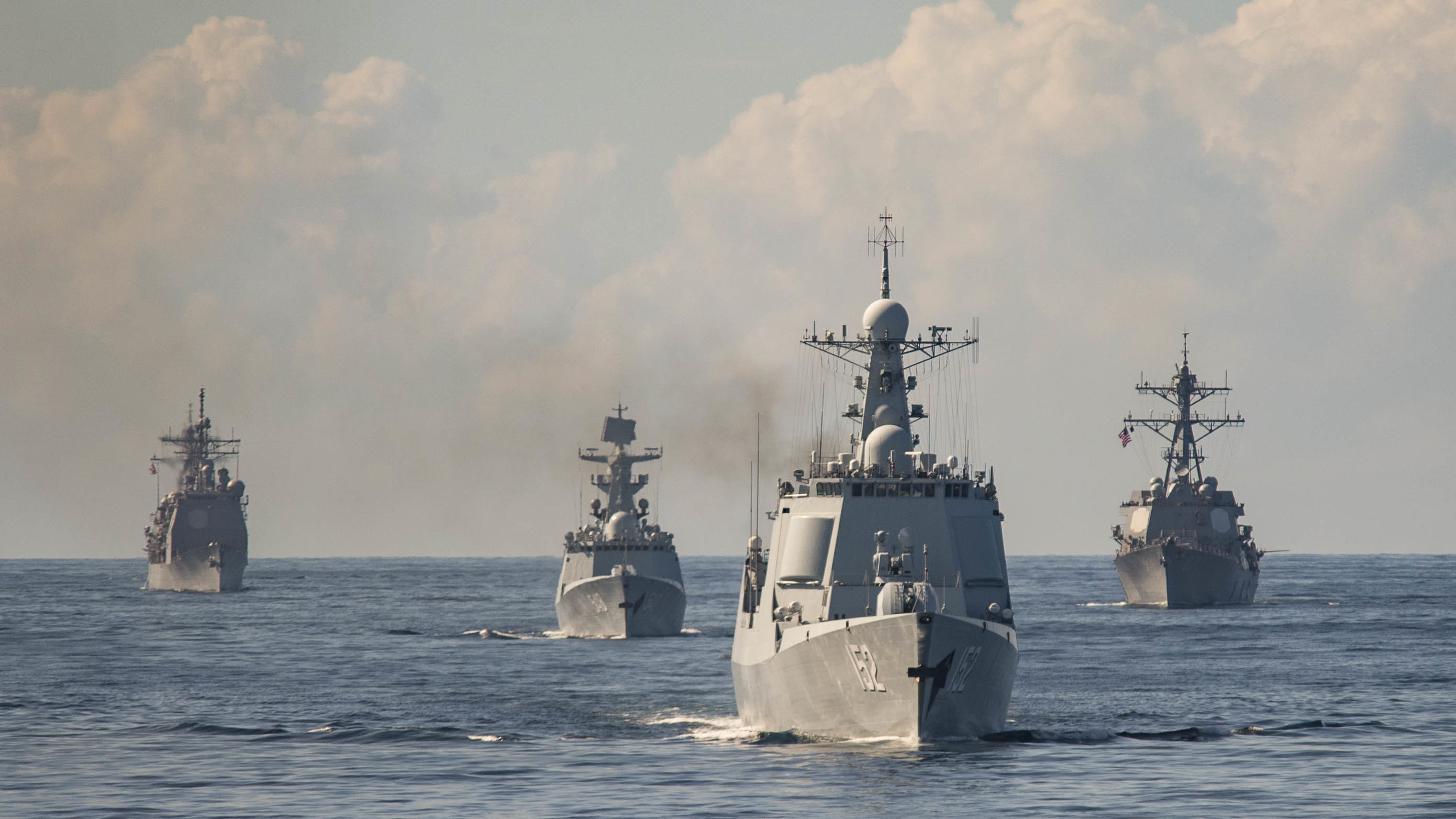
2015年中美軍艦聯合演習(052C型、054A型、伯克級、提康德羅加級)

外界对中国提出的“新型大国关系”也存在多方面解读。批评人士则认为，中国所说的“大国”只包括中国、美国和俄罗斯，并不包括美国的盟友日本以及其他中国的邻国。还有人表示，构建中美新型大国关系的说法，实质上就是要求允许中国在亚洲建立中国的势力范围，要求美国同意从这个地区撤出，以减少冲突。
澳大利亚國立大學戰略系教授豪格·懷特認為，新型大國關係有更深內涵，且該名詞中方其實沒有完全準確定義其具體目標為何，留有模糊空間。這導致了兩種推論成為可能：
- 第一種可能為中國期望最終達成一種两国集团（G2）關係，與美國在平等原則下共享「超級強權」地位從而共治亞洲、共治世界。[9]
- 第二種可能為某種緩兵之計在羽翼未豐時獲得十年廿年的戰略機遇期，因為目前中國軍經實力發展的外顯特徵已經引起許多人的不安，其以人類史上未見的速度在趕超，沒有人知道最終將發生什麼事，所以此時提出一個無意在最終成為單一主宰世界霸權的主張較能避免軟性和硬性衝突提前到來，將全面衝突的時間延後到中國強大至無法擊敗且能擊敗任何挑戰的那一天到來，屆時中國即使無法單極主導世界至少也能單極主導亞洲，從而將歐美勢力永遠的逐出。
- 當然存在的第三種可能性是以第二可能為目標達成到滿意程度後再走向第一可能，屆時雖然形成一種G2共治關係，然而中方在其中較強。[10]

2021年3月，拜登政府推动中美高層舉行對話，中美雙方本來同意4名高官每人向中美各6名記者只作兩分鐘簡短、公開的開場白。結果中美高层官员在阿拉斯加会谈开场发言时激烈交锋，互指超时违外交礼仪。美方在致开场白时出现超时，并批评了中国的一些内外政策，中共中央政治局委員兼中央外事工作委員會辦公室主任楊潔篪则花了17分鐘作開場發言批評美國。開場發言最後變成超過一小時。美国之音评论称，在特朗普政府时期两国关系急剧恶化后，“中方原本期待的美中破冰对话不欢而散，反而加剧了双方的敌意，美中关系将进入长期的对立状态”。

## 新型国际关系的扩展
中国方面认为，“新型国际关系”的提法不仅适用于中国同美国的关系、同其他大国的关系，而且适用于中国同所有国家的关系。因为“新型国际关系”的泛化，加之美国对新型大国关系的拒绝，所以中美新型大国关系的特殊性被淡化了。
2013年3月23日，中共中央总书记兼中国国家主席习近平在访问俄罗斯时，在莫斯科国际关系学院发表题为《顺应时代前进潮流 促进世界和平发展》的演讲。在演讲中，习近平提出“建立以合作共赢为核心的新型国际关系”。他说：“世界潮流，浩浩荡荡，顺之则昌，逆之则亡。要跟上时代前进步伐，就不能身体已进入21世纪，而脑袋还停留在过去，停留在殖民扩张的旧时代里，停留在冷战思维、零和博弈的老框框内。各国应该共同推动建立以合作共赢为核心的新型国际关系，各国人民应该一起来维护世界和平、促进共同发展。”
2014年5月20日，中俄签署《中华人民共和国与俄罗斯联邦关于全面战略协作伙伴关系新阶段的联合声明》，其中提出：“中俄建立的新型国家关系具有进一步蓬勃发展的广阔前景。将中俄全面、平等、互信的战略协作伙伴关系提升至更高水平，是双方在二十一世纪维护核心利益和建立公正、和谐、安全世界格局的关键因素。”
在2014年11月举行的中央外事工作会议上，中共中央总书记习近平指出：“我们要坚持合作共赢，推动建立以合作共赢为核心的新型国际关系，坚持互利共赢的开放战略，把合作共赢理念体现到政治、经济、安全、文化等对外合作的方方面面。”这是在国家最高层级的外事工作会议上明确提出这个概念，并且强调“合作共赢理念”。
2015年3月23日，中华人民共和国外交部长王毅在中国发展高层论坛午餐会上发表演讲《构建以合作共赢为核心的新型国际关系》，其中提到：

在新的历史条件下，一个什么样的国际关系，才能更好地贯彻和落实联合国宪章的宗旨与原则，更好地维护和发展以联合国为核心的国际体系。近年来，有人提出“霸权稳定论”，主张打造一个无所不能的超级大国来统领国际事务；有人提出“全球治理论”，主张各国弱化主权，制定共同的规则来管理世界；有人提出“普世价值论”，主张推广某一种自认为“先进”的价值观和社会制度来一统天下。 
中国的方案是：构建以合作共赢为核心的新型国际关系。这是习近平自中共十八届一中全会出任中共中央总书记后，总揽世界大势提出的一个重要理念，既是对联合国宪章宗旨原则的继承和弘扬，也是对传统国际关系理论的超越和创新，必将对未来国际关系的发展产生重要和深远的影响。 

大家肯定要问，新型国际关系到底新在哪里？如果要用一句话来概括，那就是：以合作取代对抗，以共赢取代独占，不再搞零和博弈和赢者通吃那一套。
2015年底120國參與第二屆世界互聯網大會，习近平总书记在大會演講被新華網定義是新型国际关系的一種實踐：
现有网络空间治理规则难以反映大多数国家意愿和利益，全球互聯網的管理體制必須由全球所有國家一起參與制定，並以符合多數國家的利益觀為前提，世界網路要如何運作與管理不能由某一國說了算或是某幾國私下說了算，要大家商量著辦。共同构建网络空间命运共同体的概念，中國以坚持尊重网络主权、维护和平安全、促进开放合作、构建良好秩序四大步驟為主，共同构建和平、安全、开放、合作的互联网这个人类的共同家园，是中国为改进全球互联网治理体系而做出的伟大贡献。
2016年初朝鲜核問題再次躍上檯面，中国中央电视台罕見以連續七天專題節目探討此一問題，其中主要觀點
所謂「中國要去管一管朝鮮」的中國責任論非常荒謬，稱西方的心中有一種國家分等的歧視列表，世界國家分成三六九等，高等國要去管中等，中等要去管低等，永遠把人分成管理者和被管者，實際上聯合國精神是各國平等不分強弱大小，沒有誰有資格去管人。這種上對下管人的思維也是幾十年來世界動盪的根源不符合新型国际关系，隨著科技和工業化擴散越來越多國家不再是手無寸鐵，這種思想已經不符時代潮流也解決不了世界問題，未來的世界模式一定是和平共處平等對話，大家坐下來商量彼此的利益。六方會談破局根源其實是美國，美國心底不希望亞洲全面和平，甚至希望有些戰亂。所以會談上立場一直是要求朝鲜全面放棄一切條件，這本質是不可能，談判一定是各方都要得到些利益同時放棄些利益。
新型国际关系这一概念目前仍在进一步发展和完善，2016年6月份央視專題報導中俄兩國簽署30多份各領域合作協議，中國社科院邊疆所長邢廣程明確表示，中俄兩國「已經達成實踐新型大國關係」，也就是結伴而不結盟、和平共處五項原則，尤其是互不干涉內政，領土問題透過雙邊協商全部解決，之後經濟層面俄發布的大歐亞夥伴計畫其實就是一帶一路計畫的俄版表達方式，兩國共同相向而行。而新型国际关系定義也就非常明確，也就是中國與各大國都達成新型大國關係，甚至推動大國彼此之間也都達成，一個嶄新的世界將自然出現。

## 评价
关于新型大国关系的性质和内涵，中国大陆学界有四种不同观点。第一种观点认为，新型大国关系可以部分等同于中国和主要大国构建的伙伴关系；第二种观点认为，新型大国关系建立在战略竞争基础之上；第三种观点则从大国的态度看待新型大国关系的形态；最后一种观点认为新型大国关系要超越竞争与合作，实现最终的和谐。
中国学者阎学通认为，亚太地区虽然形成了中美两极格局，但在全球范围内的中美两极格局仍未形成。在此背景下，美国不认为中国有与美国“平起平坐”的实力，况且亚太地区的两极格局也是中国实力弱于美国。美国不接受“相互尊重对方核心利益”这一条。中美构建新型大国关系的根本障碍是缺乏相互尊重。他认为，“一、新型大国关系的核心是防止美苏式的军事对抗，而不是发展成美英式的战略合作。新型大国关系的核心是和平战略竞争，而不是全面战略合作。二、新型大国关系是指崛起国与霸权国之间的关系，因此‘新型大国关系’这个概念不适用于任何其他的双边关系。”
中国国际问题研究院国际战略研究所所长、研究员陈须隆在解读十九大报告时指出，报告对新型国际关系做了新的界定，以前说要推动建设以合作共赢为核心的新型国际关系，新的提法是推动建设相互尊重、公平正义、合作共赢的新型国际关系。这三者之间是相辅相成、相互作用的。合作共赢作为新型国际关系的核心理念，同时也是其最为根本的特征，它对新型国际关系的其他一系列特征发挥着不可替代的塑造作用。有合作，但无共赢。这样的合作是新型国际关系要摈弃的。以合作共赢为核心的新型国际关系，既关注发展上的合作共赢，也重视安全上的合作共赢。新型国际关系之“新”主要体现在合作共赢这个核心理念和构建人类命运共同体这个目标模式上。
国际关系学院校长助理达巍：中国共产党第十九次全国代表大会对中国特色大国外交做出了顶层设计，新型国际关系建立在中国独特身份与历史经验之上，作为对现有国际关系范式的补充、改革和完善，与十九大报告强调中国是“国际秩序的维护者”的论断是一致的。中国并未试图推翻现有国际体系并另起炉灶。
美国加州州立大学萨克拉门托分校教授James DeShaw Rae：新型国际关系涵盖了很多国际关系理论的元素，与和平共处五项原则等中国既有的外交理念有很强的延续性。
对外经济贸易大学国际关系学院讲师Nick C. Florea博士：要理解新型国际关系，必须理解中国的传统政治思想以及近代中国追求民族独立的历史，并研究中国逐步融入当代国际法体系的过程。
北京天安睿智咨询有限公司总经理莫天安：习近平新时代中国特色社会主义思想为构建新型国际关系提供了重要的思想基础，中国可以在包括朝鲜核问题在内的众多领域中发挥更为积极的作用。
英国约克大学博士生胡然：新型国际关系理念与和平共处五项原则、和谐世界等中国既有的外交理念有明显的延续性，是目前中国外交实践的最新理念总结。